# Wojskowe Biuro Historyczne
Wojskowe Biuro Historyczne (WBH) – polska wojskowa instytucja historyczna działająca w Warszawie w latach 1927–1939.

## Geneza
21 listopada 1918, w nowej strukturze organizacyjnej Sztabu Generalnego WP, zorganizowana została Sekcja IV Historyczno-Wojskowa. Sekcja była jedną z siedmiu komórek organizacyjnych podporządkowanych szefowi Oddziału VII Naukowego, kpt. Stanisławowi Kwaśniewskiemu.
We wrześniu 1919 powstała Sekcja Historyczno-Operacyjna Oddziału III Naczelnego Dowództwa. W 1921 r. została ona przekształcona w Wydział, a następnie Referat Historyczno-Operacyjny Oddziału III Sztabu Generalnego WP, a ten 14 listopada 1922 r. przeformowano w Biuro Historyczne Sztabu Generalnego. Ostatecznie w 1927 r. doszło do zmiany nazwy na Wojskowe Biuro Historyczne.

## Organizacja
WBH podlegało Generalnemu Inspektorowi Sił Zbrojnych. Jego zadaniem było prowadzenie studiów i prac badawczych dotyczących polskich i powszechnych dziejów wojskowych I wojny światowej, walk prowadzonych przez polskie formacje w I wojnie światowej, walk Wojska Polskiego w latach 1918–1921 oraz wojen dawnych. Kierownictwu WBH zostało także podporządkowane Archiwum Wojskowe.
Wojskowe Biuro Historyczne składało się z następujących Wydziałów:
- Wojen Dawnych,
- Wojny Światowej,
- Formacji Polskich,
- Wojny Polsko-Bolszewickiej.

WBH wydawało własne czasopismo pod nazwą „Przegląd Historyczno-Wojskowy”, który ukazywał się w latach 1929–1938.

## Obsada personalna
Według ustaleń Arkadiusza Tulińskiego w latach 1922–1939 do WBH zostało przydzielonych (odkomenderowanych) 97 oficerów służby stałej, z których 40 było oficerami dyyplomowanymi (oficerami Sztabu Generalnego).
Szefowie biura
- płk SG Marian Kukiel (1 I[2] – 1 IV 1923 → dowódca 13 DP[3])
- płk SG / gen. bryg. Julian Stachiewicz (1 IV 1923[3] – 15 I 1925 → dyspozycja Ministra Spraw Wojskowych[4])
- gen. bryg. Marian Kukiel (15 I 1925[4] – IX 1926 → dyspozycja Ministra Spraw Wojskowych[5])
- gen. bryg. Julian Stachiewicz (1 X 1926[6] – †20 IX 1934)
- płk dypl. kaw. Bronisław Rakowski (1934 – 5 IX 1939)

Zastępcy szefa biura
- mjr SG (piech.) Bolesław Zawadzki (od 16 XII 1925[7])
- ppłk dypl. kaw. Tadeusz Machalski (do 31 VIII 1939 → attaché wojskowy w Ankarze i Atenach[8])

Obsada personalna biura w 1939 roku
- szef biura – płk dypl. kaw. Bronisław Rakowski
- zastępca szefa biura – ppłk dypl. kaw. Tadeusz Machalski
- oficer do zleceń – rtm. Jan Robert Gogolewski
- sekretarz Ogólnej Komisji Orzekającej – kpt. adm. Kajetan Kobak
- szef Wydziału Wojen Dawnych – mjr piech. Otton Laskowski
- szef Wydziału Wojny Światowej – mjr dypl. kaw. Karol Riedl
- szef Wydziału Formacji Polskich – ppłk dypl. piech. Józef Moszczeński
- Referat Ogólny – urzędnik cyw. VIII gr. Władysław Czyżkowski
- Referat Bibliograficzny – urzędnik cyw. VIII gr. (ppor. piech. rez.) Andrzej Dereń
- szef Wydziału Wojny Polsko-Bolszewickiej – ppłk dypl. piech. Alojzy Horak (do 5 IX 1939 → szef WBH)
- kierownik Samodzielnego Referatu Wydawnictw – mjr dypl. piech. Jerzy Wądołkowski
- kierownik Samodzielnego Referatu Archiwum – mjr adm. Włodzimierz Rupniewski
- kierownik referatu – kpt. dypl. piech. Józef Kuropieska
- Pracownia Naukowa w Wilnie – urzędnik cyw. Walerian Charkiewicz

Oficerowie biura
- Stanisław Józef Biegański
- Antoni Bogusławski
- Mieczysław Biernacki
- Jan Gogolewski
- Władysław Horyd
- Jan Kosina (kierownik referatu „Wojna Polska”)
- Bronisław Kowalczewski
- Stanisław Koźmiński
- Wacław Lipiński (kierownik Samodzielnego Referatu Formacji Polskich)
- Stanisław Laudański
- Tadeusz Pawlik
- Edward Perkowicz
- Adam Przybylski
- Jerzy Radomski
- Jan Władysław Rozwadowski
- Tadeusz Rudnicki
- Karol Taube
- Bolesław Waligóra (kierownik Referatu Historii Pułkowych i Archiwum Wojskowego)

## WBH na obczyźnie
Po wybuchu wojny obronnej 1939 r., WBH zostało 5 września 1939 r. częściowo ewakuowane do Rumunii, gdzie szefem Biura został mjr Otton Laskowski. Następnie rozkazem gen. bryg. M. Kukiela z 4 marca 1940 r. WBH zostało odtworzone we Francji jako część Ministerstwa Spraw Wojskowych z siedzibą w Paryżu. Zadania Biura zostały ustalone następująco:
- Gromadzenie dokumentów, opracowanie i ogłaszanie materiałów historycznych dotyczących wojen polskich, włącznie z wojną obronną 1939 r.,
- Udostępnianie odpisów dokumentów szefowi Biura Rejestracji i Biura Personalnego w Ministerstwie Spraw Wojskowych.

Jednocześnie po zakończeniu działań wojennych z Niemcami, Sztab Główny WP powołał Komisję Historyczną Kampanii Wrześniowej i Polskich Sił Zbrojnych walczących na obczyźnie. Działała ona pod przewodnictwem gen. dyw. Tadeusza Kutrzeby i jego zastępcy gen. bryg. Mariana Kukiela.
Powstała także Podkomisja Historyczna Armii Krajowej pod przewodnictwem płk. dypl. Stanisława Lityńskiego. Obie te Komisje zostały połączone rozkazem Szefa Sztabu Głównego z 10 grudnia 1946 r., tworząc Samodzielną Sekcję Badań Wojskowo-Historycznych, przemianowaną później na Komisję Historyczną b. Sztabu Głównego. Uzyskała ona, jako instytucja naukowa, status angielskiej instytucji charytatywnej oraz osobowość prawną.
12 października 1972 r. Komisja Historyczna zawarła umowę z Instytutem Polskim i Muzeum im. gen. Sikorskiego o wzajemnych stosunkach i współpracy. W imieniu Komisji umowę podpisali gen. dyw. Stanisław Kopański i płk dypl. Zygmunt Jarski, a w imieniu Instytutu Edward Raczyński i płk dypl. Stanisław Leśniowski. Owocem wspólnej pracy było opracowanie „Polskie Siły Zbrojne w drugiej wojnie światowej”, wydane w następujących tomach i częściach:
- Tom I, Kampania wrześniowa, Części 1, 2, 3, 4, 5,
- Tom II, Kampania na Obczyźnie, Części 1, 2,
- Tom III, Armia Krajowa.

W 1993 r. Komisja Historyczna b. Sztabu Głównego przekazała do Polski większość posiadanych egzemplarzy, by mogli z niego korzystać krajowi historycy.
Oprócz działalności wydawniczej, jako instytucja naukowa grupująca wielu wybitnych oficerów, Komisja prowadziła także wielostronne studia wojskowe, służąc wskazówkami i pomocą ruchowi niepodległościowemu w kraju.
Obecnie Komisja działa przy Instytucie im. gen. Władysława Sikorskiego w Londynie. W posiadaniu archiwum Instytutu znajduje się unikatowy zbiór dokumentów wszystkich jednostek Polskich Sił Zbrojnych na Zachodzie oraz dokumentacja ambasad rządu londyńskiego zamykanych przez kolejne państwa uznające komunistyczne władze w Warszawie.